# 22 avril 1982
Le jeudi 22 avril 1982 est le 112e jour de l'année 1982.

## Naissances
- Joanna van de Winkel, cycliste sud-africaine
- Jerry Meafou, joueur de rugby à XV samoan
- Michael Fuchs, joueur professionnel de badminton allemand
- Geoff Hangartner, joueur américain de football américain
- Jorge Molina Vidal, footballeur espagnol
- David Relaño Luque, joueur de football espagnol
- Cassidy Freeman, actrice américaine
- Jean-Philippe Côté, joueur professionnel de hockey sur glace canadien
- Vladimir Gorbounov, joueur professionnel de hockey sur glace russe
- David Purcey, lanceur gaucher en Baseball
- Scott Touzinsky, joueur américain de volley-ball
- Josselin Henry, tireur français à la carabine
- Kaká, footballeur brésilien

## Décès
- Eusebio Blanco (né le 17 septembre 1897), footballeur espagnol
- Melville Bell Grosvenor (né le 26 novembre 1901), photographe et homme de presse américain
- Stanley Roberts (né le 17 mai 1916), scénariste et producteur américain
- Thimo de Saxe (né le 22 décembre 1923), prince de la maison de Saxe
- Fred Williams (né le 23 janvier 1927), peintre australien

## Autres événements
- Une voiture piégée explose devant le siège du magazine Al Watan Al Arabi rue Marbeuf à Paris faisant un mort et 63 blessés (attentat revendiqué par Carlos).
- Sortie de l'album All This Love
- Sortie en Norvège de Rox et Rouky
- Première publication de l'Aventure en jaune